# یارحسین، پاکستان
یارحسین (به انگلیسی: Yar Hussain) یک شهر در پاکستان است که در ناحیه سوابی واقع شده‌است.